# (183) Istria
(183) Istria és un asteroide descobert el 8 de febrer del 1878 des de Pola per Johann Palisa (1848-1925).
Va ser anomenat pel sotsalmirall B. Freiherr von Wüllerstodf, comandant de la primera expedició austríaca de circumnavegació amb la fragata Novara, per la península d'Ístria, al mar Adriàtic, on es troba la ciutat de Pola.